# Bratři Günterové

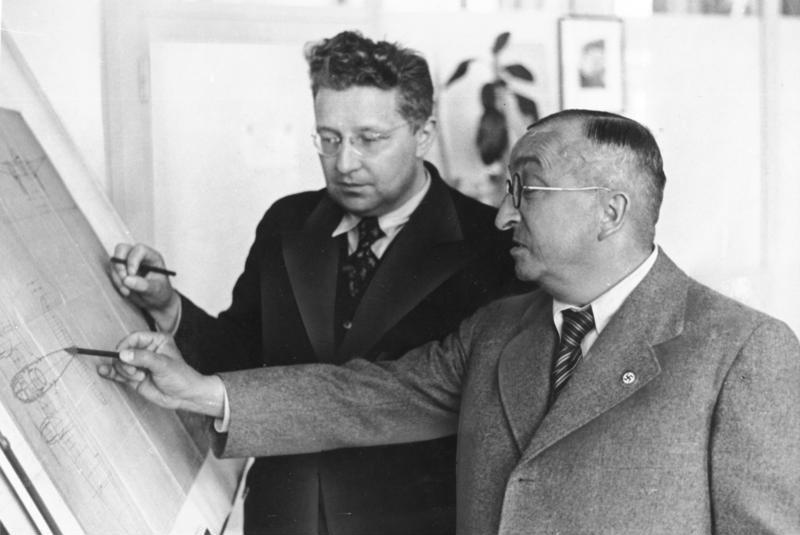
Ernst Heinkel (vpravo) a Siegfried Günter

Siegfried Günter (8. prosince 1899 – 20. června 1969) a Walter Günter (8. prosince 1899 – 21. září 1937) byla dvojčata a letečtí konstruktéři. Oba sloužili za první světové války, kde se stali britskými zajatci. Po válce studovali techniku na univerzitě v Hannoveru. Jejich talent poprvé rozpoznal Paul Bäumer, kterého zaujaly výkony hydroplánu, který Günterové postavili se svými kamarády Walterem Mertensem a Wernerem Meyer-Casselem a zalétávali ho na Wasserkuppe. Bäumer všem čtyřem nabídl práci v jeho továrně Bäumer Aero v Berlíně. Zde začali navrhovat motorové kluzáky a později rychlá sportovní letadla; na jednom z nich se Bäumer roku 1928 zabil.
V roce 1931 Ernst Heinkel Güntery najal pro práci v jeho společnosti Heinkel v Rostocku. Zde navrhli několik důležitých a nejznámějších letounů firmy jako Heinkel He 51, He 70 a He 111. 21. září 1937 se Walter zabil během autonehody.
Po válce Siegfried pracoval v Berlíně v obchodu s automobily svého tchána. Nabídl své znalosti spojencům; to mu bylo ale odmítnuto, stejně jako i azyl, což ho donutilo vrátit se do sovětského sektoru. Roku 1948 byl sovětskými agenty odvlečen do SSSR, kde pracoval na konstrukci ruských letounů.Zde se údajně stal otcem sovětských letounů MiG-15 a MiG-19. V červenci roku 1954 se vrátil do NDR a roku 1957 odešel do Západního Německa, kde znovu pracoval pro Heinkela a mj. se podílel na VTOL letounech EWR VJ 101 a VC 400. Oba návrhy však zůstaly jako prototypy a do sériové výroby se nedostaly.
Dne 20. června 1969 Siegfried v Berlíně zemřel.